# Joseph Ehrismann
Joseph Ehrismann (* 2. März 1880 in Mutzig; † 18. Februar 1937 in Straßburg) war ein bedeutender Glas- und Kunstmaler mit Hauptwerken im elsässischen Raum.

## Leben
Als junger Mann nahm er in Straßburg Zeichen- und Malkurse in der dortigen Schule für dekorative Künste. Seine Studien führten ihn schließlich nach Zürich, München (Schüler von Karl Raupp) und Paris. Während er sich mit Erfolg der Landschaftsmalerei widmete, interessierte er sich jedoch schon frühzeitig für die Glasmalerei und es gelang ihm sich darin zu spezialisieren. Im Übrigen träumte er davon, dieser – einst so berühmten – elsässischen Kunst wieder zu neuem Ruhm zu verhelfen.
Mit diesem Ziel vor Augen recherchierte er und informierte sich und zwar sowohl in Bezug auf die Technik als auch auf die Geschichte dieser Kunstgattung. „Ich hatte den großen Wunsch die ursprünglichen Techniken, die unsere mittelalterliche Glaskunst berühmt gemacht haben, wiederaufleben zu lassen und zu neuen Ehren zu verhelfen“ (dieses und nachfolgendes Zitat aus einem Artikel über ihn in der Zeitschrift REVUE DU VRAI ET DU BEAU vom 10. Mai 1923). Um dieses Ziel zu erreichen, orientierte er sich an den berühmtesten Meistern der romanischen, der gotischen und der Renaissance-Malerei. „Ich zwang mich, meine Fenster streng der Architektur des Gebäudes, welches sie beleuchten sollten, anzupassen. Aber ich habe mich immer davor gehütet, meine Lehrmeister einfach nur nachzuahmen, und ich glaube, dass es mir gelungen ist, in all meinen Werken meinen eigenen persönlichen Stil weiterzugeben“. Ehrismann war im Ersten Weltkrieg als Soldat in Laon stationiert. Hier malte er sehr viele zeitgeschichtliche Bilder. Er hatte in Straßburg, im Robertsau-Viertel, eine eigene Werkstatt mit mehreren Mitarbeitern.

## Werke
- Chorfenster der Benediktinerkirche in Altdorf
- Fenster der evangelischen Kirche in Colmar
- Chorfenster der Florentius-Kirche zu Kronenburg bei Straßburg
- Chorfenster der Straßburger Magdalenen-Kirche
- Fenster der evangelischen Kirche zu Koenigshofen
- Portalfenster der Alte St. Peterkirche in Straßburg
- Fenster der kath. Kirche zu Meistratzheim
- Sparkasse von Colmar
- Kirche St. Joseph in Mulhouse (Mülhausen)
- Gesamtgestaltung der Fenster im Jugendstil-Schwimmbad in Mülhausen
- Neudorfer Kirche (Straßburg), 12 große Langfenster, alle im Zweiten Weltkrieg beim ersten Bombenangriff auf Straßburg zersplittert
- Fenster in der Kirche von Oberseebach
- Fenster in der Kirche von Bischheim
- Fenster in der Kirche von Schiltigheim
- Fenster in der Kirche von Hoenheim
- Glasfenster in der evang. Kirche von Weitbruch/Elsaß, welches Martin Bucer als Vermittler zwischen Martin Luther und Huldryck Zwingli zeigt

Einige Fenster sind zerstört, zum Teil kriegsbedingt. Die Fenster im Jugendstil-Schwimmbad in Mulhouse sind bis auf die großen Schwimmhallenfenster noch gut erhalten. Ebenso die Fenster in der Kirche von Meistratzheim.
Bekannte Bilder:
- Kirche Saint-Martin von Laon
- Kathedrale von Laon
- La rue du Midi à Laon

Signaturen
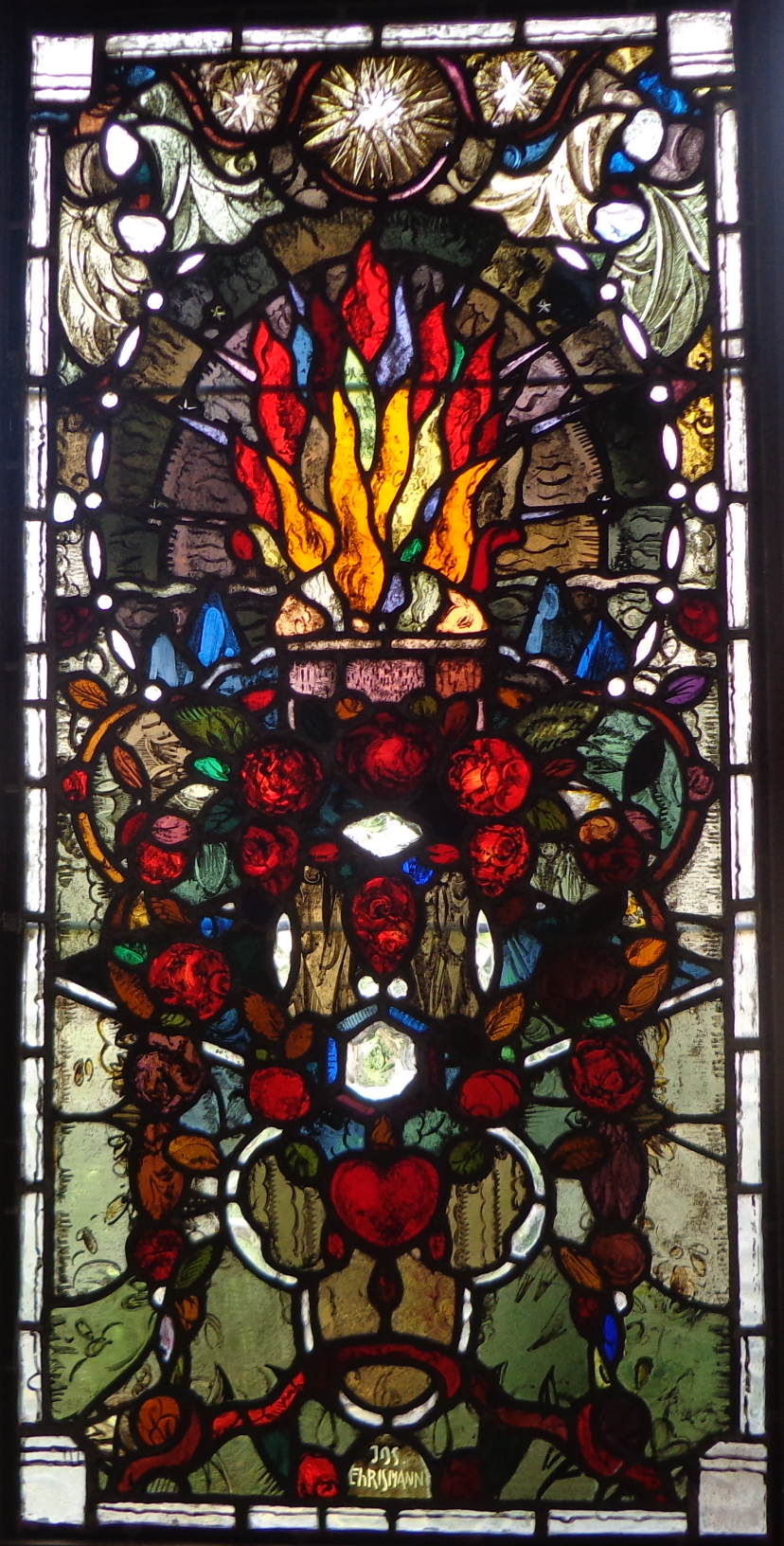
Mit „Jos. Ehrismann“ signiertes Fenster in der ehemaligen Kartause von Molsheim
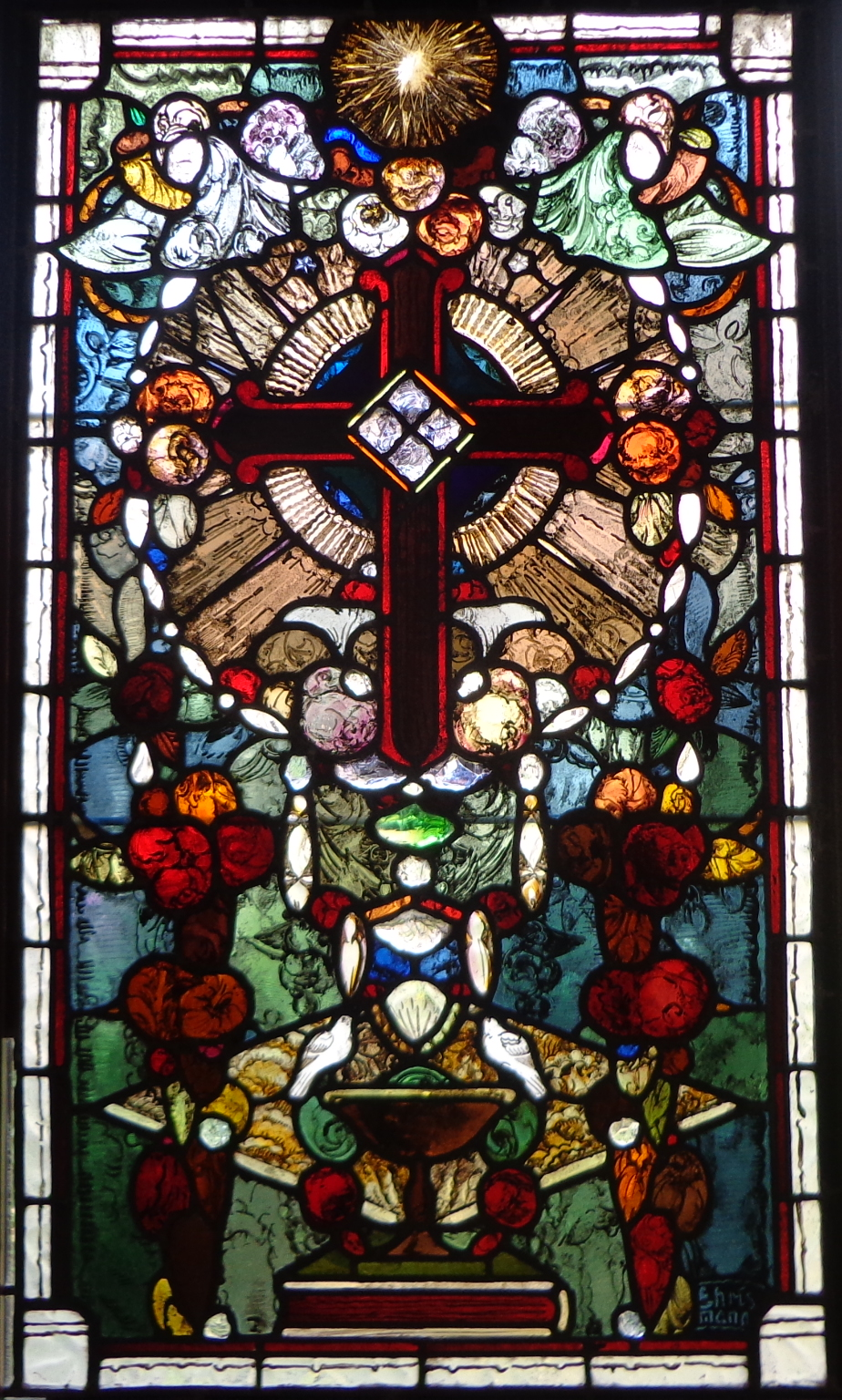
Mit „Ehrismann“ signiertes Fenster am selben Ort
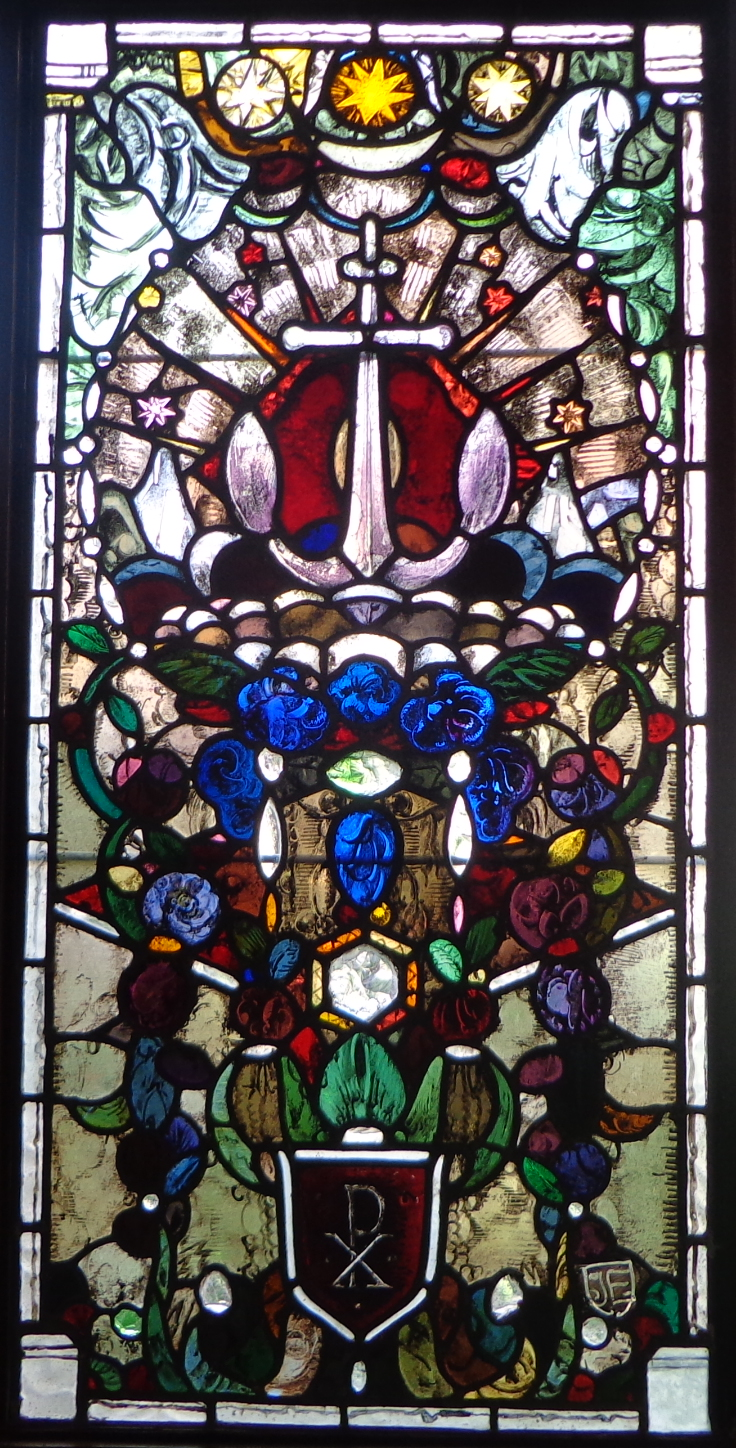
Mit „JE“ signiertes Fenster am selben Ort